# Enfermedad de Bright
La enfermedad de Bright se clasifica históricamente como una enfermedad renal, que se describiría en la medicina moderna como una nefritis degenerativa aguda o crónica, especialmente parenquimatosa. Sin embargo, el término ha dejado de ser utilizado, clasificándose ahora las enfermedades renales según su etiología.

## Patología
La enfermedad de Bright contiene un grupo de trastornos que pertenecen al grupo de enfermedades no supurativas o degenerativas que se caracterizan por la presencia de proteínas—principalmente albúmina—y sangre en la orina. En algunas ocasiones también aparece edema (inflamación debida a acumulación de líquido en los tejidos), retención de orina e hipertensión arterial.

## Cuadro clínico
Esta enfermedad se detecta por la presencia de albúmina en la orina y va frecuentemente acompañada de edema.
Los síntomas son generalmente graves. Dolor de espalda, vómitos y fiebre son indicadores comunes de un ataque. El edema, que puede fluctuar entre una ligera hinchazón de la cara hasta una acumulación de fluido suficiente para dilatar todo el cuerpo y, en ocasiones, limita gravemente la respiración, facilitado por la presencia de anemia y de acidosis metabólica, es una afección muy común. La cantidad de orina se reduce, adquiere un color oscuro, ahumado o sanguinolento, muestra en los análisis la presencia de gran cantidad de albúmina y al microscopio células sanguíneas en abundancia.
Este estado de inflamación aguda puede limitar seriamente las actividades diarias y, si no se diagnostica, conllevar a una de las formas crónicas de la enfermedad de Bright. Sin embargo, en muchos casos se reduce la inflamación debido a un aumento de micción mediante la utilización de diuréticos de asa y la desaparición de la albúmina y otros subproductos, a lo que acompaña, normalmente, la recuperación.

## Tratamiento
Históricamente, la enfermedad de Bright se trataba con baños calientes, sangrías, escila,  compuestos mercúricos, opio, diuréticos, laxantes, y terapia dietética, incluyendo la abstinencia de bebidas alcohólicas, queso y carne roja. Arnold Ehret fue diagnosticado con la enfermedad de Bright y declarado incurable por 24 de los médicos más respetados de Europa; diseñó el Sistema de Curación de la Dieta sin Moco, que aparentemente curó su enfermedad. El Dr. William Howard Hay padeció la enfermedad y, según se afirma, se curó con la dieta Hay.